# Le Morning Star
Pour les articles homonymes, voir Morning Star.
Le Morning Star est une émission de télévision diffusée du 2 septembre 2010 au 5 octobre 2012 sur Direct Star et du 8 octobre 2012 au 28 juin 2013 sur D17. Elle est présentée par Gérard Baste et Johann Lefèbvre.

## Concept
Cette émission, diffusée de 7 à 9 heures, présente des clips musicaux, des rubriques insolites, de l'actualité, un zapping et permet aux internautes de dialoguer en direct via le logiciel Skype et d'écrire des messages sur la page Facebook de l'émission, qui sont commentés en direct par Gérard et Johann.

## Historique
Le 2 septembre 2010 à 7 heures, la chaîne Direct Star nouvellement créée, lance une émission matinale en direct d'une durée de deux heures. Elle est présentée par l'animateur belge Mikl.
Au bout de quatre mois, il est remplacé par un duo d'animateurs venus de la chaîne Game One, Gérard Baste et Johann Lefèbvre.
Le 12 juillet 2013, la chaîne annonce que l'émission n'est pas renouvelée pour une nouvelle saison.
Elle est remplacée dès le 2 septembre 2013 par SHOW ! Le matin, présentée par Cartman, Vincent Desagnat et Stéphanie Loire.